# Couvent de l'Intercession (Souzdal)
Le couvent de l'Intercession (en russe : Покровский женский монастырь) est un monastère situé sur la rive droite de la rivière Kamenka (affluent de la Nerl), au nord de la ville de Souzdal. Il est réservé aux femmes, comme pendant du monastère du Sauveur-Saint-Euthyme réservé aux hommes. Il fut fondé en 1364 par le prince de Souzdal Dimitri III Constantinovitch . Mais la vue d'ensemble actuelle ne s'est formée qu'au XVIe siècle, quand le monastère est devenu un lieu de claustration, parfois contrainte, pour des membres de familles aristocratiques. Au XVIe siècle et XVIIe siècle l'antique monastère devint un des plus grands de Russie. L'Intercession est une fête orthodoxe qui commémore une apparition de la Sainte Vierge en 910 à Constantinople.

## Histoire

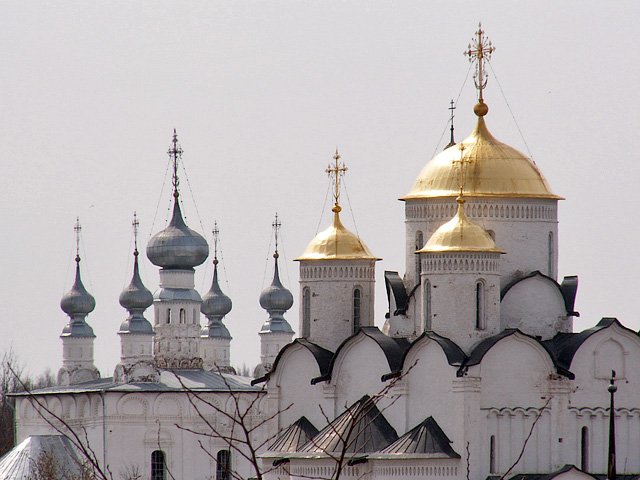
La coupole de la cathédrale de l'Intercession (côté droit)

La date de 1364 est considérée comme celle de la fondation du monastère. Rien n'a été conservé de ses premières constructions. Le couvent connut sa plus grande époque sous Vassili III, qui, au début du XVIe siècle, soutint le couvent grâce à des moyens importants qui lui permirent de construire la cathédrale de l'Intercession, la Porte-Sainte, et probablement aussi des cellules et des enceintes qui n'ont pas été conservées jusqu'à aujourd'hui. Une des premières recluses du couvent fut l'épouse de Vassili III Solomonia Iourievna Sabourova  qui était stérile. Cette stérilité posa des problèmes de succession à la dynastie des Riourikides. Elle avait pris le voile en 1525, sous le nom de Sophie, au monastère de la Nativité, avant d'être transférée ici. Les noms des autres personnages connus qui y ont été inhumés sont conservés dans la crypte du couvent située sous la cathédrale de l'Intercession. Ce sont, notamment, Alexandra, fille d'Ivan III de Russie, Anna Vassiltchikova, l'épouse d'Ivan IV de Russie. 
En 1551 après la mort en bas âge de la fille d'Ivan le Terrible, Anna Ivanovna, une église réfectoire fut construite (appelée Zatchatevskaia), en remplacement d'édifices en bois du XIVe siècle. Une abside fut adjointe au XVIIe siècle et la construction de l'enceinte commencée au XVIe siècle fut poursuivie.
En 1923 après la période de la révolution d'octobre, le monastère fut fermé et dévasté. En 1950—1960, les édifices du couvent ont été restaurés et un musée y fut ouvert. Dans les années 1980, un complexe hôtelier avec restaurant et bar y fut installé. La cathédrale servait alors de salle de concert.
Depuis 1992, la vie monastique a repris sa place. Actuellement le monastère est en fonction. Il est propriétaire de la cathédrale, de l'hôtel-Dieu, des bâtiments nécessaires à l'exploitation. Des « cellules-isba » ont été reconstruites dans les années 1970 sur le site d'anciennes maisons abandonnées.

## Ensemble architectural

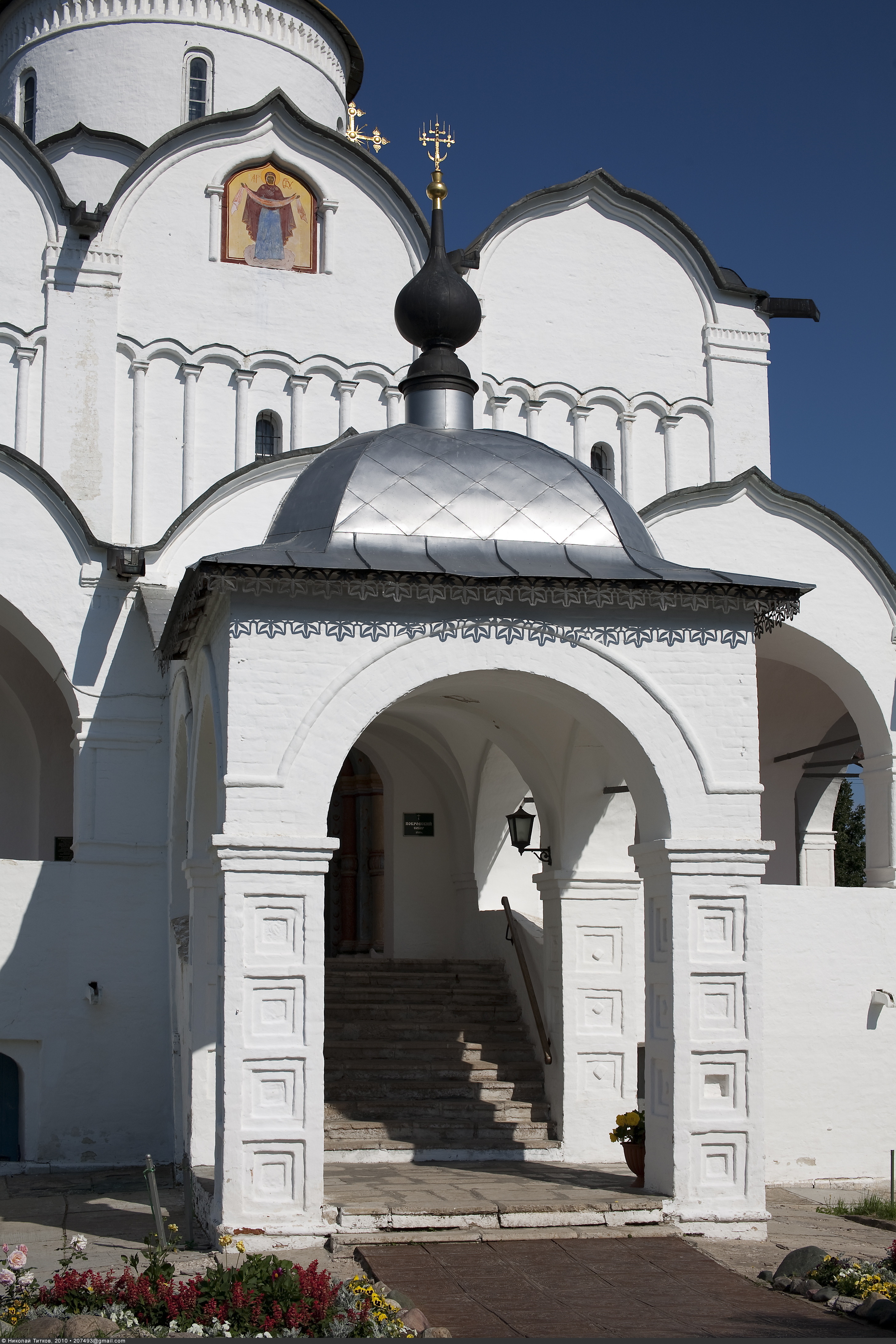
Entrée vers la galerie de la cathédrale de l'Intercession.

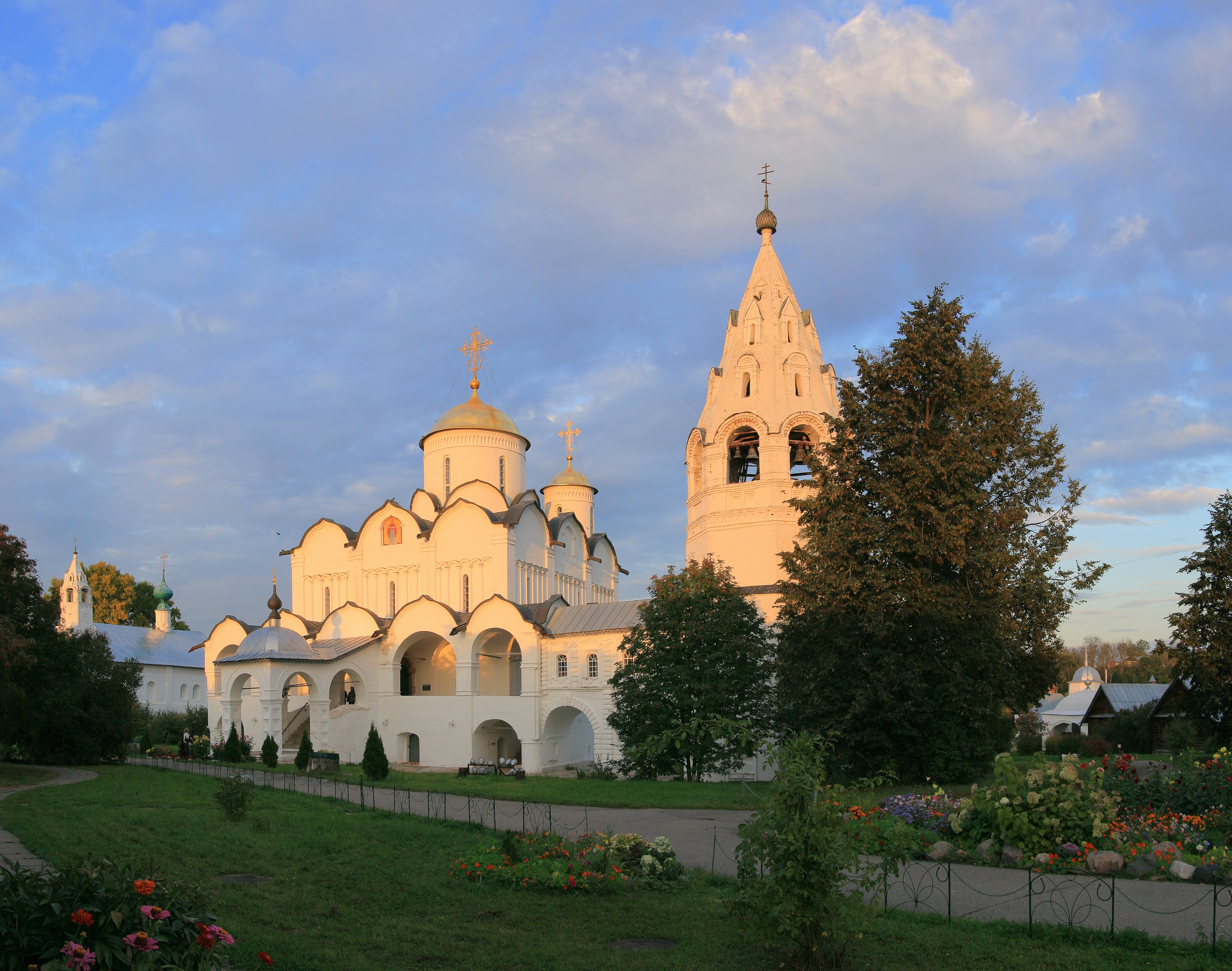
La Cathédrale de l'Intercession dans le domaine du couvent.

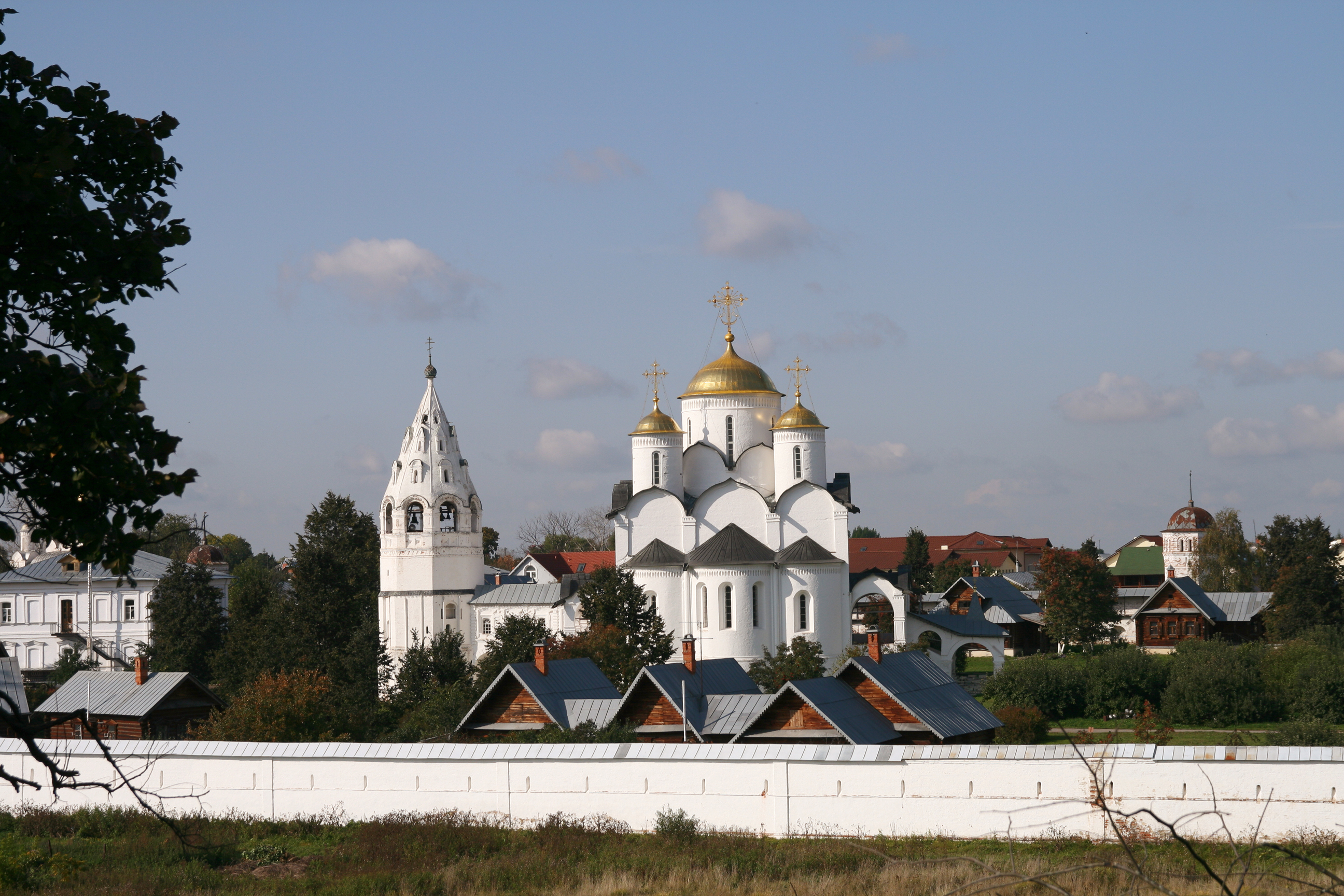
La cathédrale du côté de la rivière.

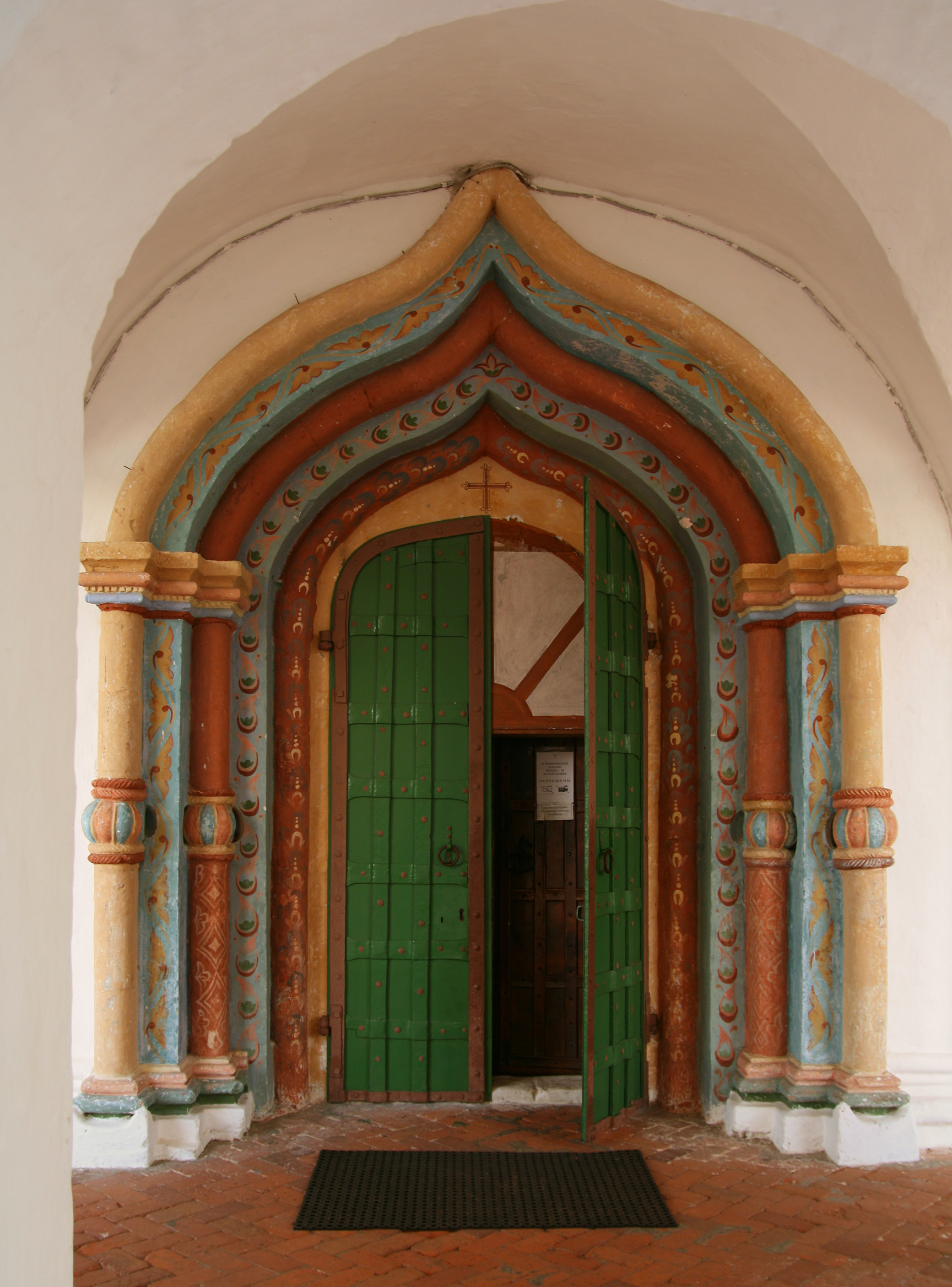
Portail de la cathédrale de l'Intercession.

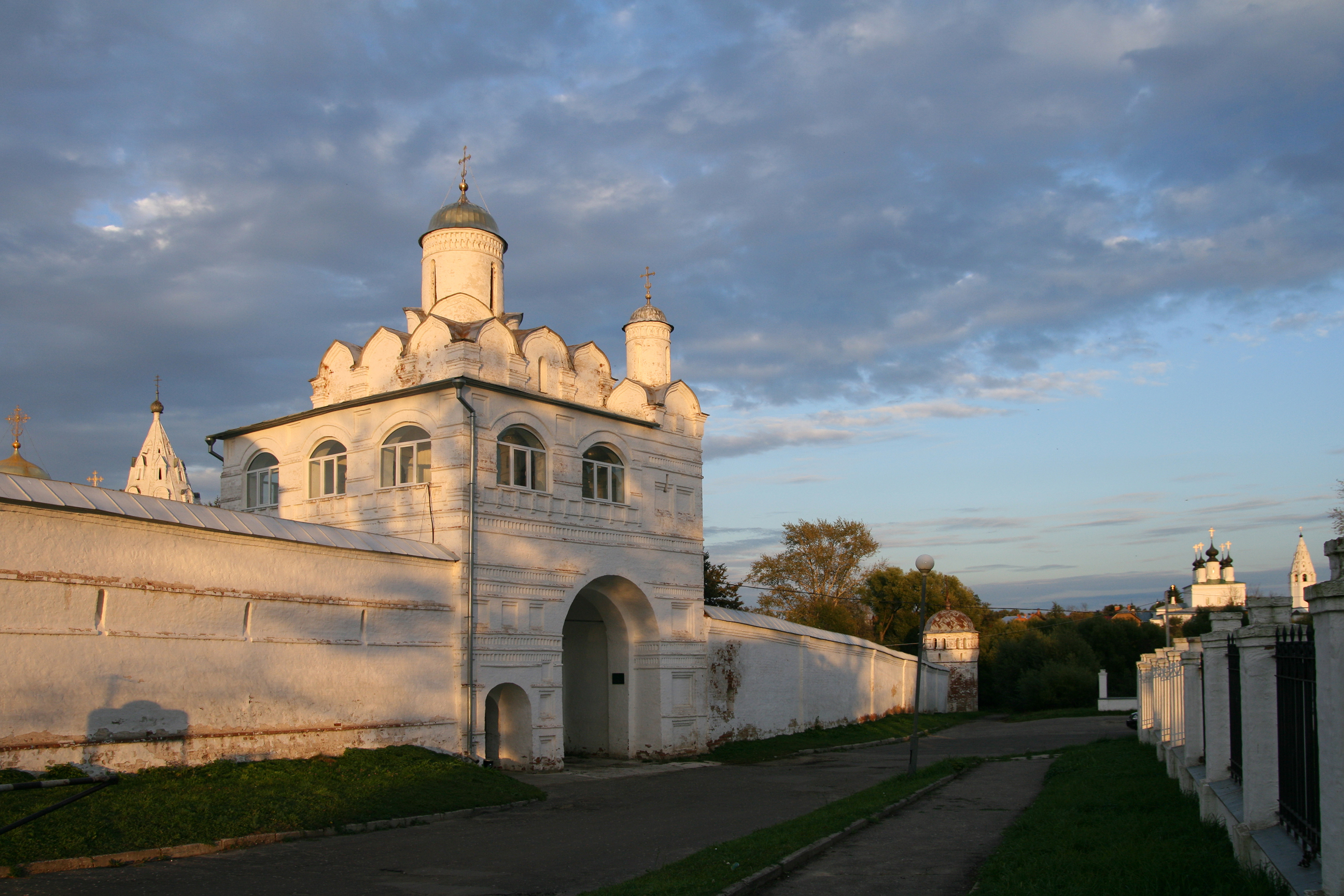
Les Saintes-Portes de l'église de l'Annonciation.

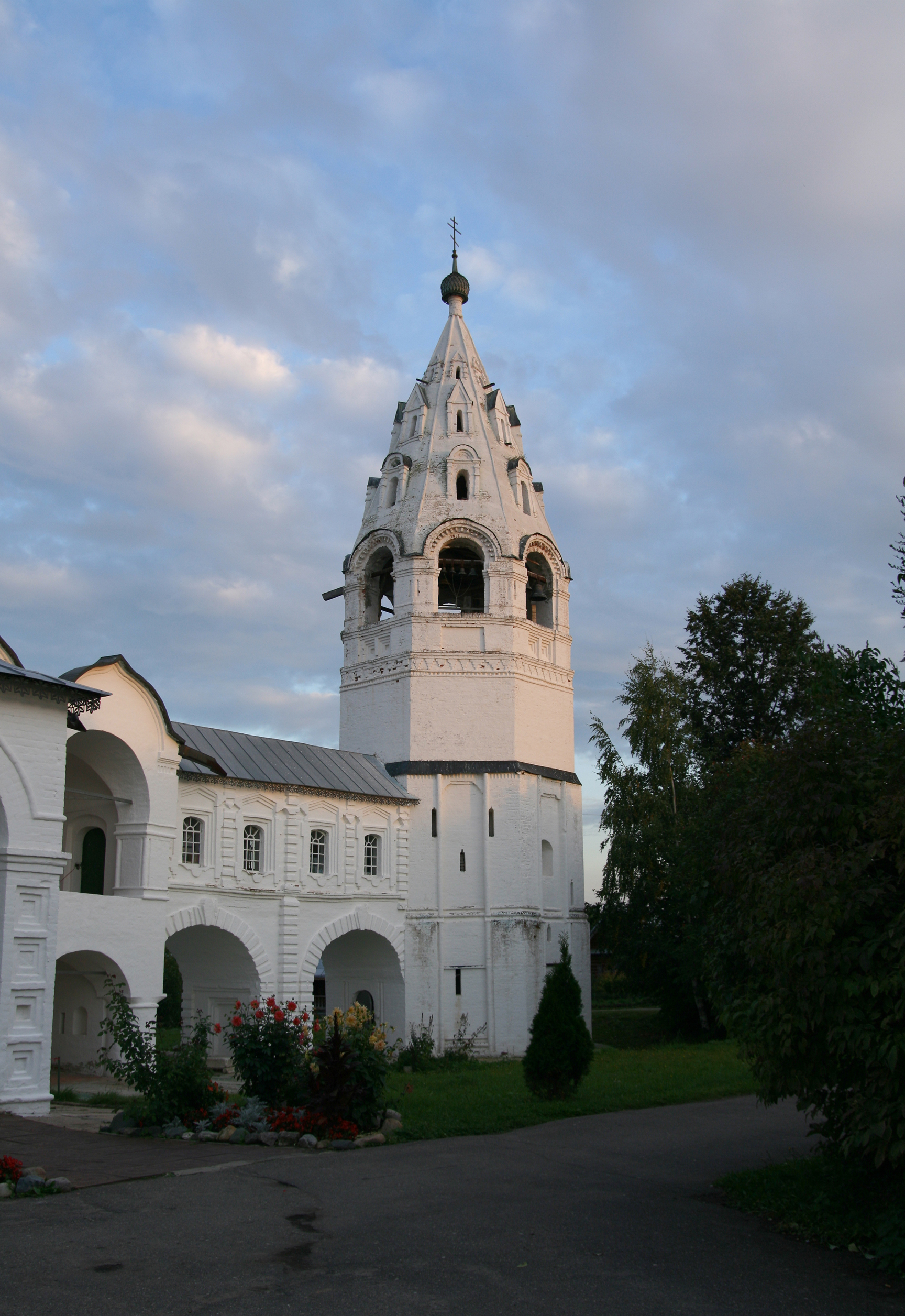
Beffroi-Carillon à galeries.

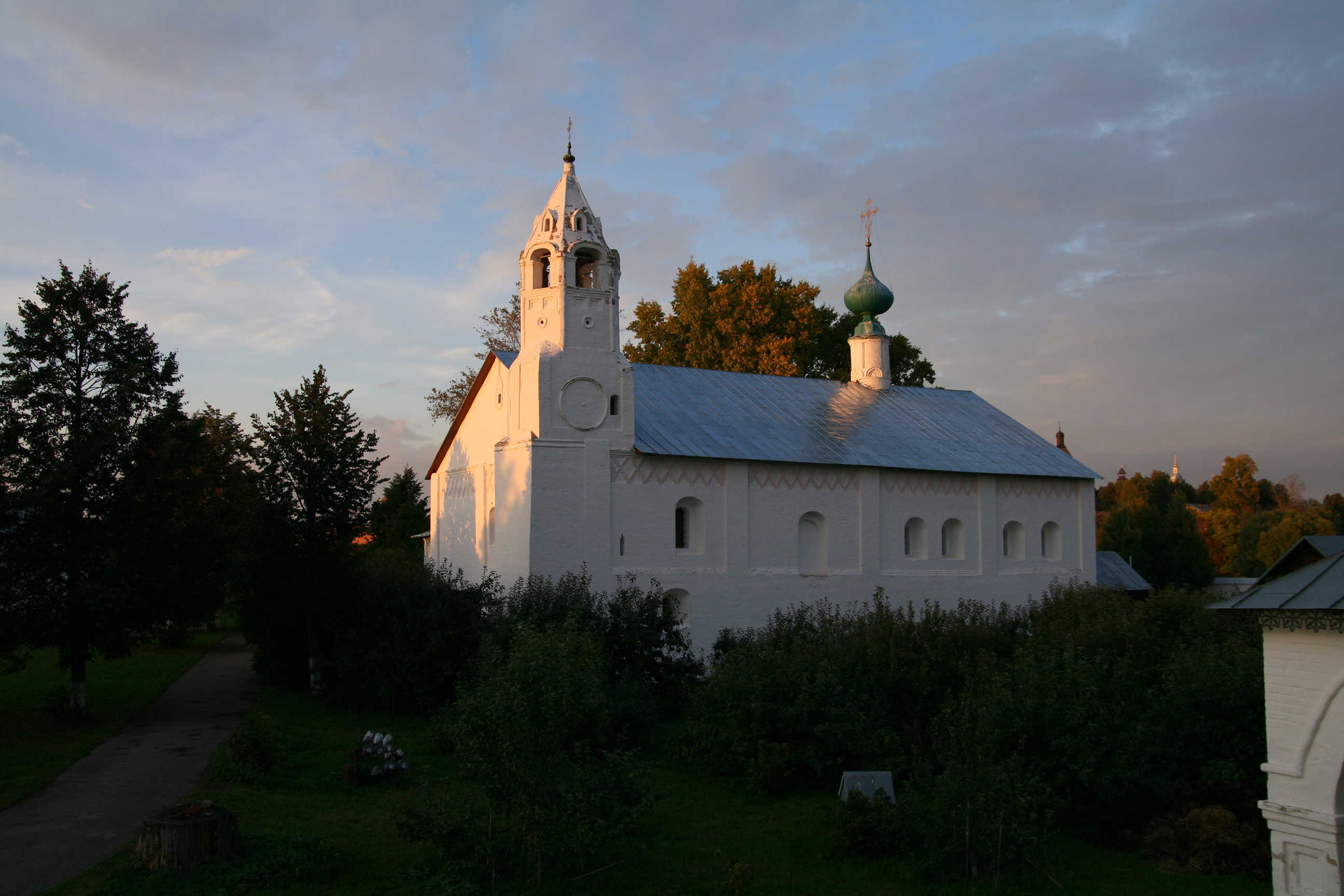
Salle réfectoire de l'église Zatchatevskaia.

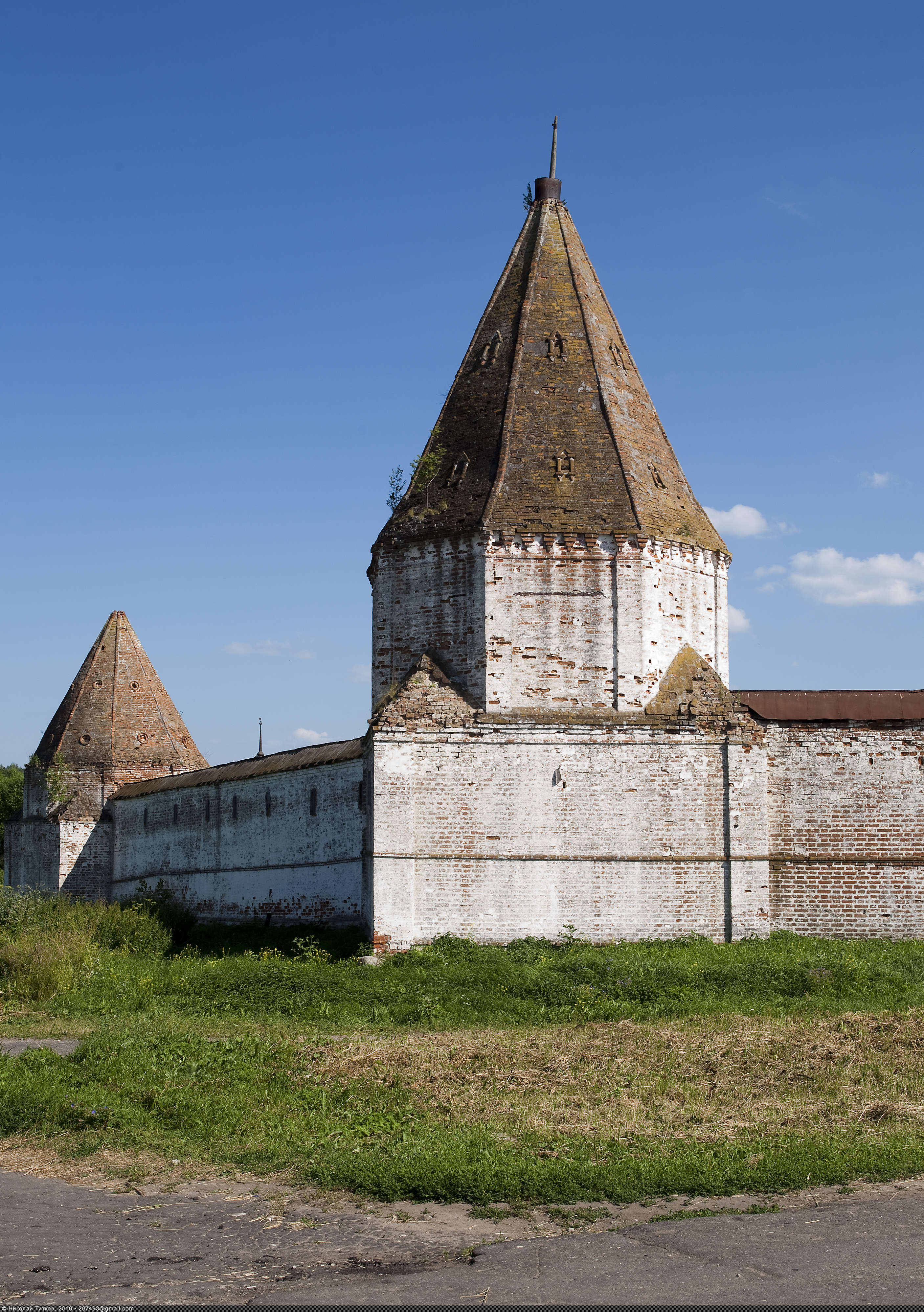
Tour de l'enceinte du couvent.

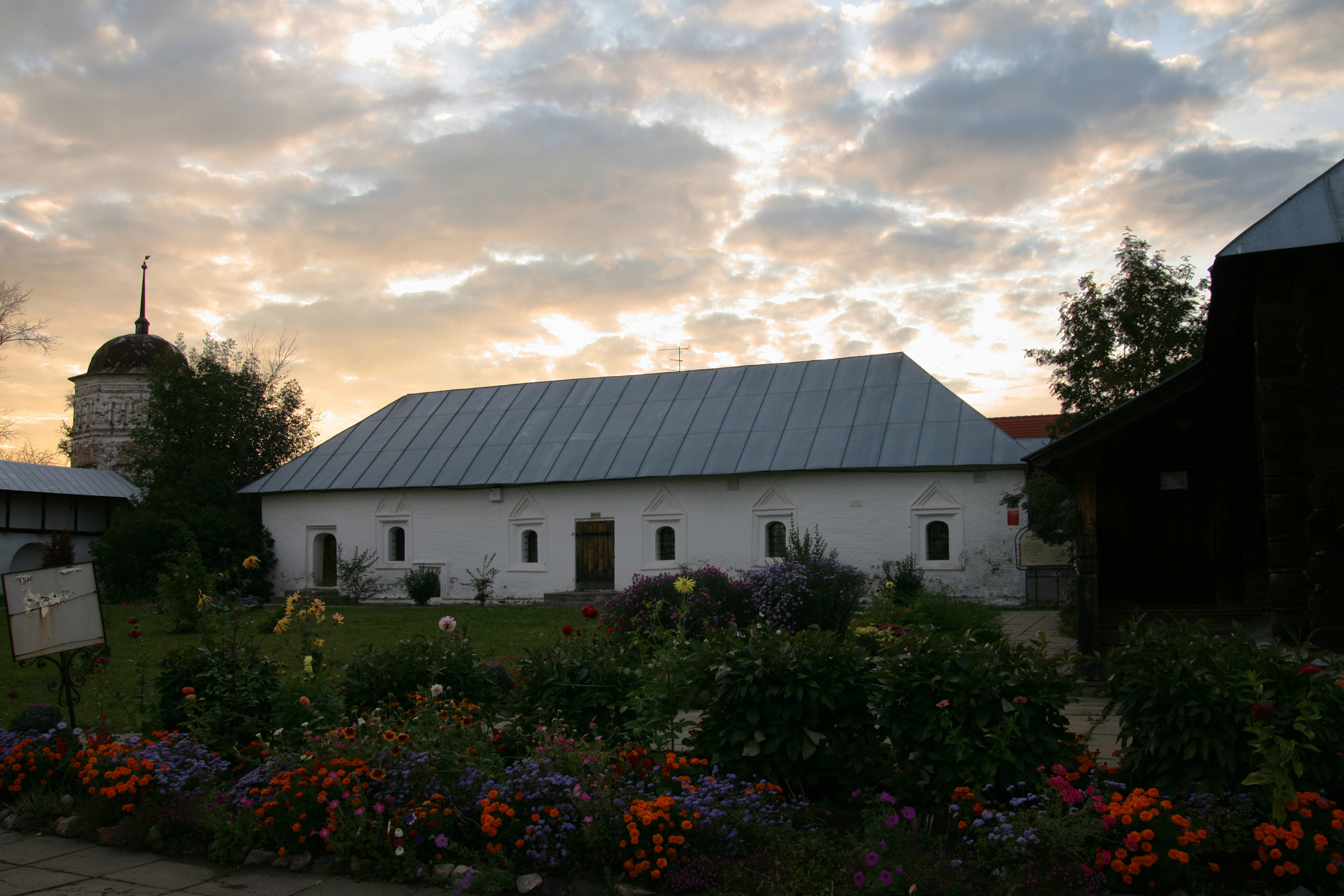
Isba.

## Architecture
L'édifice central du couvent est la cathédrale de l'Intercession (1510—1518), avec ses trois coupoles, construite à la place d'une ancienne construction en bois dont on ignore le nom des artisans. La cathédrale forme un ensemble massif à quatre piliers, sur un socle surélevé, entourée sur trois côtés par deux étages de galeries accessibles par deux escaliers couverts. Du côté de la rivière, sont adjointes trois absides fendues par de hautes fenêtres étroites dans des niches profondes. Ces absides sont séparées par des colonnes lisses et garnies de légères frises sculptées que l'on retrouve dans la décoration des tambours. Ceux-ci sont ajourés, couronnés de dômes en forme de casques. Les murs des côtés sont garnis d'arcatures décoratives entourant le portail, et séparées en trois parties surmontées chacune de zakomars en forme de quilles retournées de couleur foncée. 
À l'intérieur, les murs sont blancs mais sans avoir été peints. Le sol est couvert de carreaux de céramique noire. La décoration intérieure principale est constituée d'icônes et de travaux de tapisserie, dont certains peuvent maintenant être vus au musée. Sous le bâtiment de la cathédrale de l'Intercession se trouve une crypte où sont inhumées des nonnes et des anciennes religieuses : des tsarines exilées, des grandes-duchesses, des dames aristocrates de lignée russe.
Durant sa longue existence, la cathédrale a été reconstruite à de nombreuses reprises. La restauration de 1962 lui a redonné son aspect d'origine.
Au nord-ouest se trouve le beffroi qui protège le carillon. La partie inférieure de cet édifice a été construite en 1515 avec du bois précieux qui serait provenu de la croix du Christ. Il est de forme octogonale et recouvert d'une coupole. Il date de la fin du XVIIe siècle et est relié à l'église. Son toit pyramidal contraste à côté de celui de la cathédrale.
Il reprend avec son toit en flèche pointue, les formes de l'architecture en bois. Le toit est orné de trois rangées de lucarnes. Le décor extérieur de la galerie qui relie la tour à la cathédrale est recherché. Elle est éclairée par quelques fenêtres séparées entre elles par des pilastres. Elle est soutenue par deux arcs rustiques qui posent sur le sol.
Les Saintes-Portes de l'église de l'Annonciation sont également un édifice ancien dans l'enceinte du couvent. Elles ont été construites en 1515. Une double fonction leur est attribuée : à la fois constituer une puissante tour de défense et en même temps une église. Les trois coupoles de l'église sont placées sur le toit d'un quadrilatère massif, coupé par deux ouvertures cintrées au centre qui permettent le passage et lui donnent un peu l'aspect de la cathédrale de l'Intercession. Deux petites chapelles aux angles de l'église sont couronnées de tambours couverts de dômes en forme de casque. Le tambour central, avec ses fenêtres étroites s'appuie sur deux niveaux de zakomars en forme de quilles renversées. Les façades de la tour rectangulaire sont richement ornées d'un décor complexe de frises qui rappellent la sculpture en bois. Comme la cathédrale de l'Intercession, l'église des Saintes-Portes a été reconstruite plusieurs fois. La restauration de 1958 sur base des plans d'Alexis Varganov a permis de reconstituer son aspect initial.
Du côté nord du couvent, le réfectoire et l'église Zatchatevskaia (1551) sont plus proches par leurs plans des édifices polonais que de l'architecture russe. Au réfectoire à deux étages est adjoint la petite église dont la coupole et la tour rappellent la présence. Les voûtes situées au second étage du réfectoire supportent le poids de l'édifice en son centre. Le rez-de-chaussée du bâtiment a une fonction économique. La seule décoration du bâtiment consiste en l'emploi inhabituel de briques rouges placées en forme de losanges sur tout le périmètre de l'édifice. Du côté ouest, une horloge-carillon hexagonale, et un toit pyramidal, appuyé sur la voûte, est garni d'une rangée de fenêtres dans le toit. Autour de l'église réfectoire plusieurs dépendances subsistent. Une de celles-ci, datant de la fin du XVIIe siècle, a été restaurée et représente un rare exemple d'architecture monastique.
Au sud-ouest du couvent, un petit bâtiment d'architecture civile attire encore l'attention : l'Isba des prisonniers dont l'intérieur du XVIIIe siècle a été restauré en 1970. Dans la cave de ce bâtiment se trouvaient des sacs de lourdes pierres auxquels on attachait les prisonniers du couvent.
La première enceinte de pierre date du XVIe siècle et a été restaurée à plusieurs reprises et en dernier lieu au XXe siècle suivant les plans d'A. D. Vagranov. Elle est constituée de plusieurs types de petites tours reliées par des courtines. La partie la plus ancienne de l'enceinte se situe dans la partie nord. Elle est formée de murs nus et de tours garnies de frises de briques à toiture pyramidale également en briques. Ces tours forment des courettes fermées pour la garde. Des tours, également octogonales, avec des dômes hémisphériques, (mais peut-être, à l'origine, également un toit pyramidal) datent quant à elles du XVIIIe siècle.

## Liens
- (ru) Покровский монастырь на сайте Владимиро-Суздальского Музея-Заповедника
- (ru) Покровский монастырь в Суздале
- (ru) Монастырь на WikiMAPIA ( Vue satellitaire et plan du couvent)
- (ru) Описание монастырей Суздаля. Фотографии. (Description du couvent)
- (ru) Описание Покровского монастыря в Суздале(Description du couvent)